# 도미노 데이

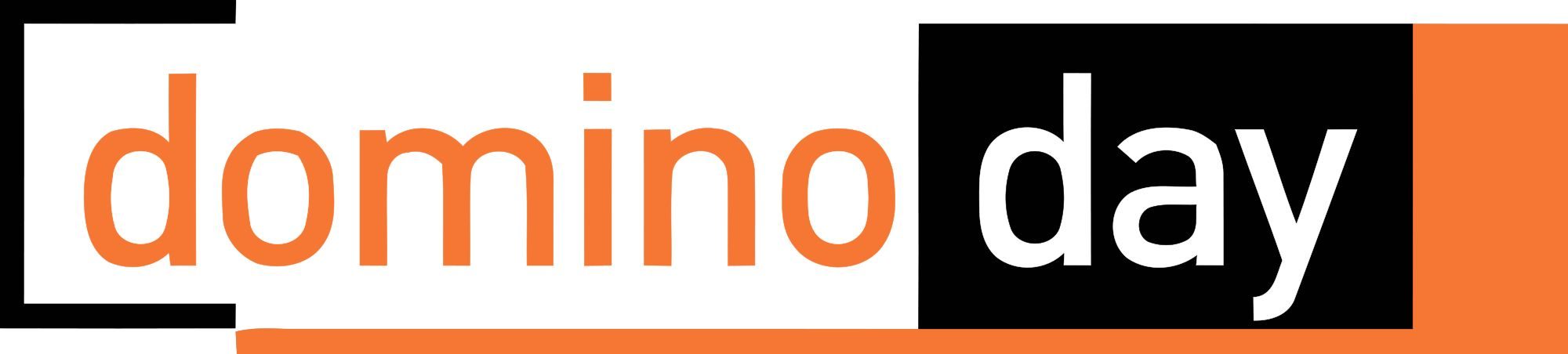

도미노 데이(영어: Domino Day)는 네덜란드에서 연 1회의 방송되는 특별 프로그램이다. 1998년부터 2009년까지 거의 매년 방송되었지만, 2010년 이후에는 스폰서가 붙지 않고 중단되었다.